# Hortensia (revista)
Hortensia, estilizado HORTENSIA, es el nombre de una publicación humorística editada por Alberto Cognigni a partir del 31 de agosto de 1971, en la ciudad de Córdoba en Argentina. Hortensia marcó una verdadera escuela al compaginar esa materia popular denominada «humor cordobés».

## El creador
Alberto Pío Augusto Cognigni, llamado «El Gordo», nació en la ciudad de Bell Ville, sudeste de la provincia de Córdoba, el 11 de noviembre de 1930 y murió el 16 de junio de 1983.
Con el ferviente apoyo de su esposa, Sarita Catán y sus amigos emprendió una revista queriendo recrear una revista de amigos llamada Hortensia en 1971.
Cognini estudió en la Escuela de Bellas Artes de la Universidad Nacional de Córdoba y trabajó en los diarios La Voz del Interior, Los Principios, Comercio y Justicia de Córdoba, además de las revistas Gente, Jerónimo, Así Es y Campo Afuera. Su opus magna, la revista Hortensia aunque perfectamente actualizada al momento de su época aún mantenía los visos contestatarios de fines de los 1960.
En 1974 escribió el libro de su autoría «Cognigni desde Córdoba”... y buhé», luego cofundó y dirigió el periódico Nuevo País.
En 1969 la Sociedad Interamericana de Prensa le otorga el premio SIP Mergenthaler, para Cognini este premio representaba el mayor premio que podía alcanzar los periodistas Latinoamericanos. En el 72 obtuvo el premio ADEPA y el 4.º Premio del Salón Terre des Hommes, en Montreal, Canadá, compitiendo junto a 600 artistas de todo el mundo.

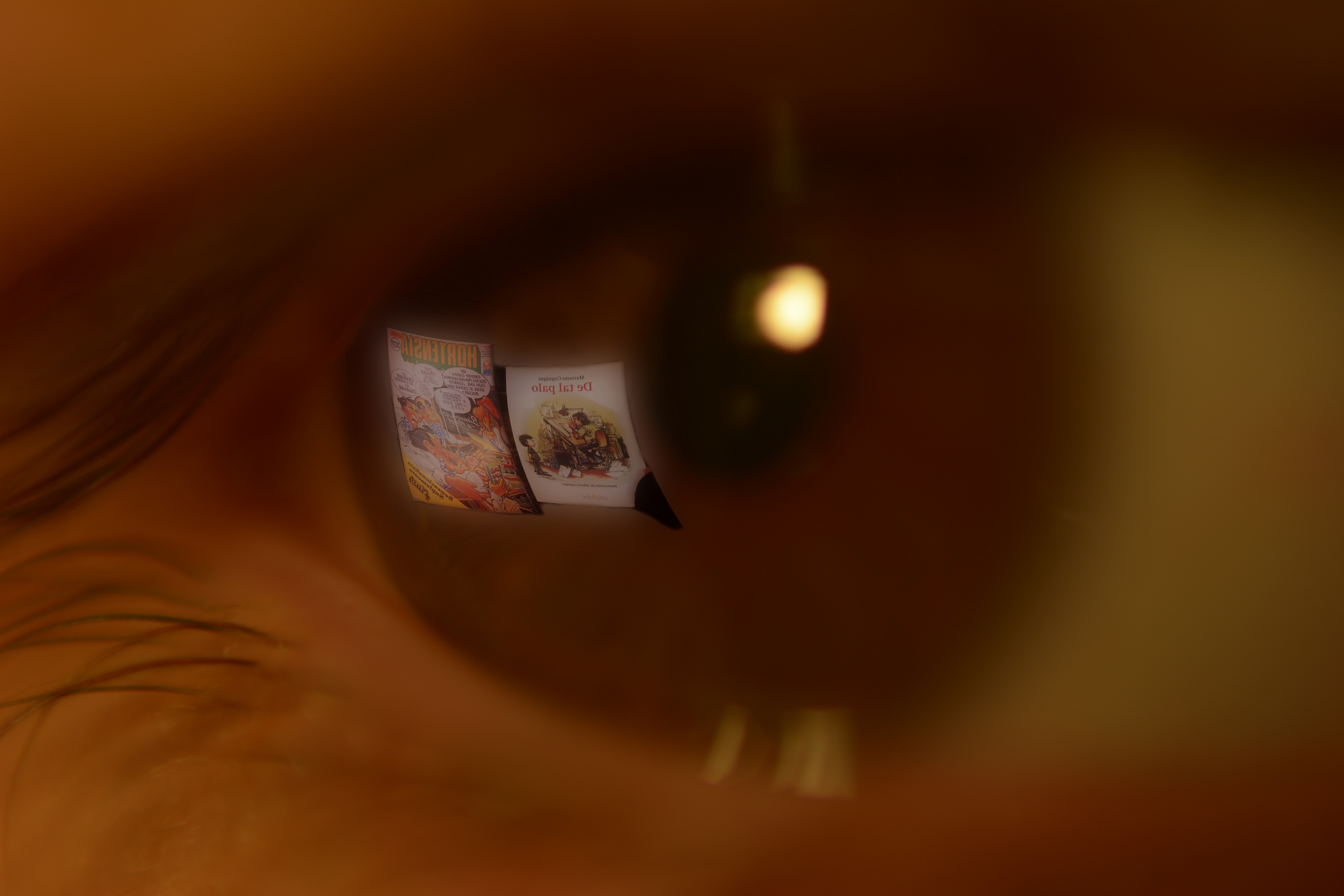
Sueños en reflejos (en la pupila aparece reflejada a la izquierda del espectador una de las últimas tapas de la revista Hortensia).

## Características
La revista HORTENSIA fue por primera vez hecha pública en los "quioscos" de la ciudad argentina de Córdoba el 31 de agosto de 1971 con una "tirada" o edición total de solo 2500 ejemplares. Sin embargo, este exiguo número de edición bastó para que, gracias al talento, gracejo y sátira que ya la primera HORTENSIA poseía, tal revista se hiciera famosa en Argentina e incluso fuera de Argentina. 
El formato y la diagramación es infrecuente para las revistas: prácticamente tamaño «sabana» (muy alta y ancha) con sus hojas y cubiertas hechas de papel blanco de gramaje pesado («papel relativamente grueso»)  y casi siempre tricrómica  (impresa a solo tres colores: blanco, negro y cualquier otro color primario  adecuado); gran parte de la tipografía es de tipo informal remedando a las letras "de imprenta" manuscritas lo cual le da un aire casual y desestructurado.

En el primer número publicado en agosto de 1971, Cognigni firmaba con el pseudónimo  "El Irresponsable" un editorial que planteaba no sólo las características que tendría desde entonces Hortensia, sino además lo poco pretencioso de la iniciativa: 

"La mayor virtud de los cordobeses, esa irrespetuosa afectividad; esas ganas de reírse de alguien y que se rían de él, apresuró este parto que se llama Hortensia. La legendaria Papa le presta su nombre a una revista con propósitos altamente indefinidos. 

Una publicación con vocación de "fayuta" [de poco fiar], capaz de durar un solo número, no merece ninguna confianza de nadie -ni siquiera la nuestra- pero hay algo que nos consuela: ninguna revista sobrevivió demasiado tiempo en Córdoba».

“Con Hortensia publicaron sus primeros trabajos un montón de dibujantes -recuerda Di Palma, incluyéndose en la lista-. Tipos tomo Juan Parroti, el negro Ortiz, Chamartín, Martino, Peirotti, Marino, Fontanarrosa, Amuchástegui, Cuel, Jan, Clermot… Cognini, por ejemplo, era un gran dibujante de líneas clásicas y rasgos muy del cordobés, del que tenía una visión idílica. Sus personajes fueron el reflejo de hombres que conoció en las canchas y en los boliches. Eso lo puso en el papel, y no es fácil traspasar al dibujo todo ese lenguaje sin que perdiera autenticidad.”
En esas páginas rugosas, espejo de los suburbios cordobeses, hicieron de las suyas Boogie el Aceitoso, Inodoro Pereyra, García y la máquina de hacer pájaros, Súper Gauna, El Nariz, Don Quitilipe, entre otros memorables individuos de tinta que hicieron descostillar de risa a coterráneos y vecinos
El segundo número marca un antes y un después, ya que se inicia el famoso...... «no si vuá» (no si voy a). En la tapa se lo podía ver al personaje caricaturezco Negrazón con un tubo de luz fluorescente debajo del brazo y Chaveta  preguntándole: «Negrazón tai por cambia el fluorente ?  (¿Negrazón estás por cambiar el fluorescente?), recibiendo Chaveta por contestación de su amigo: — «No si me vua estar midiendo la fiebre.» (Negrazón y Chaveta eran dos personajes caricaturescos que representaban a los típicos «guasos» de la clase "baja" cordobesa: poco eruditos y sin embargo pletóricos de humor y perspicacia).
Y si hasta entonces ninguna revista había durado mucho en la Córdoba argentina, Hortensia sí lo hizo, y durante diecinueve años fue esperada quincenalmente por ávidos lectores. Su primera tirada fue de 2.000 números pero llegó a superar los 100 mil.
Hortensia fue la única revista de humor del interior que superó las fronteras porteñas y dio a conocer el popular humor cordobés. Quién no reconoce ahora, como propiamente cordobesas, las originales respuestas respuesta «no si vuá sé...» (no si voy a ser)  a las preguntas obvias, como preguntarle a un florista «¿vende flores?» y el «nero» (negro, en la ciudad argentina de Córdoba es un trato afectuoso, de confianza, coloquial y ha perdido toda connotación "racial";  nero puede ser cualquier persona independientemente de su fisiotipo) que reacciona con fastidio: «No, si vuá ser Miss Primavera!».
Entre las hipótesis del éxito arrollador e inusual para una revista oriunda del Interior, se estima en parte, que colaboró el vacío que dejó en el mercado porteño la desaparición de Tía Vicenta, y las reiteraciones de Rico Tipo y Patoruzú y por otra parte el personal de grandes talentos que la revista cordobesa daba a conocer.

## Los colaboradores
También Hortensia fue receptora de las producciones de numerosos humoristas y se convirtió en una vidriera para ellos. Hasta el rosarino Roberto Fontanarrosa  dio a conocer las aventuras de Inodoro Pereyra y Boogie, el aceitoso a través de las páginas de la revista. 
- Crist (Cristóbal Reynoso)
- Ian
- Roberto Fontanarrosa
- Carlos «El Negro» Ortiz (célebre por sus viñetas)
- Chamartín (historietista)
- Peiró (Manuel Peirotti)

## El nombre
El nombre Hortensia de la revista, proviene de María Erminda Rodríguez de la Fuente, una mujer del barrio cordobés  Santa Ana, vendedora callejera de bulbos de hortensia  y con evidentes problemas psiquiátricos. Utilizaba el pregón "Vendo cabecitas de papas de hortensia", lo que hizo que la gengte terminara refiriéndose a ella por ese apodo. Se la podía ver habitualmente en La Cañada en cercanías del entonces arrabal de la docta Córdoba, hoy Paseo de las Artes. Se ceunta que, cuando no querían comprarle, además de insultar a los paseantesl se levantaba la pollera  y ya que no tenía bombacha  decía: «¡MIREN LA PAPA DE HORTENSIA!» (en el habla coloquial de la provincia argentina de Córdoba «papa» es una forma de referirse a los genitales exteriores femeninos).

## La publicidad con humor
Una de las particularidades de Hortensia fue que hasta la publicidad  estaba teñida de humor. Cognigni impuso el criterio de tal manera que el propio staff elaboraba y acordaba con los anunciantes las propuestas.

## El final
El declive de Hortensia comenzó a partir de la crisis económica de fines de los setenta y principios de los ochenta, a más del cambio en la línea editoria que significó la Guerra de Malvinas.  La revista continuó haciendo humor durante el conflicto bélico, pero adoptando en sus portadas y publicaciones un tono marcadamente nacionalista, cargando las tintas en ataques al Reino Unido, la reina Isabel II y la primera ministra Margaret Thatcher. Este giro desplazó a la revista del estilo de humor desenfadado, acercándola a una línea de humor comprometido cercana a la de la revista porteña Humor. Tras el final de la guerra y la apertura democrática, la revista intentó volver a su antiguo estilo, pero su mejor época ya había quedado atrás. La crisis se acentuó con la prematura muerte de Cognigni por un ataque cardíaco el 16 de junio de 1983, un año después que su mujer, quien había sido otra columna fundamental de la publicación. La publicación continuó durante seis años, a cargo de su hija María Emma Cognini y un grupo de autores, pero ya había visto menguado su éxito de ventas, las finanzas de la empresa se vieron muy comprometidas y terminó sucumbiendo a la hiperinflación del año 1989. En contrapartida, María Emma Cognini tuvo un cierto éxito llevando la revista a las tablas en 1986 con la obra teatral "La Papa de Hortensia" en donde se destacaban actores cordobeses -entre ellos Chichilo Viale, quien luego tendría fama nacional- en teatros de la ciudad de Carlos Paz. "La Papa de Hortensia" se representó, en diferentes versiones, durante varios años y también llegó a la televisión nacional con el programa semanal "El Humor de Hortensia".
Crist, su compañero de ruta, lo recordó de una manera especial: «Alberto era así, desmesurado, un hincha, un entusiasta, un niño. Creía, como Salinger, que Córdoba y París eran limítrofes. El Sena se fundía en la Cañada, Nueva York era Nueva Córdoba, Londres un lugar cercano donde hacía revistas de humor para ver a través de la niebla. Buenos Aires un lugar donde se distribuía Hortensia, su sueño. Cognigni era fellinesco, juntaba todo como en un circo y era a la vez el payaso y el maestro de ceremonias».